# هیلی واشینگتون
هیلی واشینگتن (انگلیسی: Haleigh Washington؛ زادهٔ ۲۲ سپتامبر ۱۹۹۵) بازیکن والیبال اهل ایالات متحده آمریکا است.